# Castello di Correggio Micheli
Il castello di Correggio Micheli era un'antica roccaforte risalente all'XI secolo di Correggio Micheli, frazione del comune di Bagnolo San Vito, in provincia di Mantova.

## Collocazione e storia
La fortificazione era costituita dal castello con sette torri e fu edificata tra l'XI e il XII secolo a guardia della chiusa del Mincio su ordine di Matilde di Canossa. Ospitò papi ed imperatori, tra i quali Enrico V nel 1116. Alla morte della "Gran Contessa", la struttura passò ai monaci dell'Abbazia di San Benedetto in Polirone.
Il castello venne demolito per ordine dell'imperatore Carlo VI, a partire dal 1718.
Dell'originario castello sono rimaste la "Torre Matildica" (o "Torre di Galliano", dal nome del costruttore), del XIV secolo e una casa merlata, del XVII secolo.